# Meiwa Corporation
Meiwa Corporation (明和産業株式会社; Meiwa Sangyō Kabushiki Gaisha) TYO: 8103  là một công ty thương mại của Nhật Bản tại Tokyo, thuộc về tập đoàn Mitsubishi.
Công ty được thành lập vào năm 1947, bởi các thành viên của bộ phận hóa chất với cả một số bộ phận khác của Tập đoàn Mitsubishi, đã bị giải thể theo lệnh của GHQ sau Thế chiến II.
Sau khi sáp nhập Sansho Co., Ltd. vào năm 1959 và được Cộng hòa Nhân dân Trung Hoa chỉ định là "công ty thương mại hữu nghị" vào năm 1962, công ty đã phát triển thành một công ty thương mại giao dịch toàn diện với các nước xã hội chủ nghĩa.
Meiwa Corp. đã được liệt kê trên Sở giao dịch chứng khoán Tokyo vào năm 1973.
Phương châm của công ty: 明光和親

## Văn phòng

### Trong nước

#### Trụ sở chính
- Head Office (Chiyoda-ku, Tokyo)

#### Chi nhánh
- Osaka Branch (Chuo-ku, Osaka-city)
- Nagoya Branch (Nakamura-ku, Nagoya-city)

#### Phòng kinh doanh
- Kyushu Office (Hakata-ku, Fukuoka-city)

### Nước ngoài
- Beijing Representative Office
- Seoul Representative Office

## Công ty con

### Trong nước
- Juzen Corporation
- Takeda Shoji Co., Ltd.
- Tokyo Glasron Co., Ltd.
- SOKEN CORPORATION
- Meiwa Sales Co., Ltd.

### Nước ngoài
- Meiwa (Shanghai) Corporation
- Meiwa Vietnam Co., Ltd.
- Meiwa (Thailand) Co., Ltd.
- Thai Meiwa Trading Co., Ltd.
- PT. Meiwa Trading Indonesia